# Dänische Badmintonmeisterschaft 1972
Die Dänische Badmintonmeisterschaft 1972 fand vom 5. bis zum 8. Februar 1972 in Kopenhagen statt.

## Sieger und Platzierte
| Disziplin    | Gold                          | Silber                       | Bronze                         |
| ------------ | ----------------------------- | ---------------------------- | ------------------------------ |
| Herreneinzel | Svend Pri                     | Klaus Kaagaard               | Flemming Delfs                 |
| Herreneinzel | Svend Pri                     | Klaus Kaagaard               | Elo Hansen                     |
| Dameneinzel  | Lene Køppen                   | Anne Berglund                | Imre Rietveld Nielsen          |
| Dameneinzel  | Lene Køppen                   | Anne Berglund                | Annie Bøg Jørgensen            |
| Herrendoppel | Poul Petersen Per Walsøe      | Svend Pri Erland Kops        | Elo Hansen Jørgen Mortensen    |
| Herrendoppel | Poul Petersen Per Walsøe      | Svend Pri Erland Kops        | Flemming Delfs Klaus Kaagaard  |
| Damendoppel  | Pernille Kaagaard Anne Flindt | Karin Jørgensen Ulla Strand  | Lene Køppen Anne Berglund      |
| Damendoppel  | Pernille Kaagaard Anne Flindt | Karin Jørgensen Ulla Strand  | Bente Sørensen Eva Carlsen     |
| Mixed        | Svend Pri Ulla Strand         | Per Walsøe Pernille Kaagaard | Carsten Morild Lotte Berend    |
| Mixed        | Svend Pri Ulla Strand         | Per Walsøe Pernille Kaagaard | Steen Skovgaard Vibeke Brisson |